# Водное поло на летних Олимпийских играх 1928
На летних Олимпийских играх 1928 года соревнования по водному поло проводились только среди мужчин.

## Медалисты
|         | Золото | Серебро | Бронза |
| Мужчины | Германия · Макс Аман · Карл Бере · Эмиль Бенеке · Йохан Бланк · Отто Кордес · Фриц Гунст · Эрих Радемахер · Йоахим Радемахер | Венгрия · Иштван Барта · Оливер Халашши · Мартон Хомоннаи · Шандор Ивади · Алайош Кешерю · Ференц Кешерю · Йожеф Вертеши | Франция · Эмиль Бюльтеэль · Анри Кювелье · Поль Дюжарден · Жюль Кеньяэр · Анри Паду · Эрнест Рожез · Альбер Тевенон · Ахилл Трибуиль · Альбер Вандепланк |